# Вашингтон Тауншип (округ Лоуренс, Пенсільванія)
Вашингтон Тауншип (англ. Washington Township) — селище (англ. township) в США, в окрузі Лоуренс штату Пенсільванія. Населення — 711 особа (2020).

## Демографія
Згідно з переписом 2010 року, у селищі мешкало 799 осіб у 300 домогосподарствах у складі 234 родин. Було 337 помешкань
Расовий склад населення:
| - 99,5 % — білих |

До двох чи більше рас належало 0,5 %. Частка іспаномовних становила 0,8 % від усіх жителів.
За віковим діапазоном населення розподілялося таким чином: 23,4 % — особи молодші 18 років, 63,3 % — особи у віці 18—64 років, 13,3 % — особи у віці 65 років та старші. Медіана віку мешканця становила 43,1 року. На 100 осіб жіночої статі у селищі припадало 104,9 чоловіків;  на 100 жінок у віці від 18 років та старших — 105,4 чоловіків також старших 18 років.
Середній дохід на одне домашнє господарство  становив 60 765 доларів США (медіана — 51 500), а середній дохід на одну сім'ю — 65 432 долари (медіана — 54 063). Медіана доходів становила 37 250 доларів для чоловіків та 31 563 долари для жінок. За межею бідності перебувало 17,3 % осіб, у тому числі 36,4 % дітей у віці до 18 років та 15,9 % осіб у віці 65 років та старших.
Цивільне працевлаштоване населення становило 337 осіб. Основні галузі зайнятості: освіта, охорона здоров'я та соціальна допомога — 19,9 %, роздрібна торгівля — 15,7 %, виробництво — 9,8 %, мистецтво, розваги та відпочинок — 9,5 %.